# 巴基斯坦—韓國關係
巴基斯坦－韩国关系指的是巴基斯坦与大韩民国之间的关系。两国于1983年11月7日建交。自建交以来，两国之间的关系持续增强。巴基斯坦政府在首尔设有大使馆， 韩国政府的大使馆位于伊斯兰堡。韩国也在卡拉奇设有领事馆。
根据2017年BBC的调查结果，有19％的巴基斯坦人对韩国的印象较好，22％的巴基斯坦人对韩国持负面印象。

## 贸易链接
2009年两国的双边贸易额约为11亿美元。双方均对两国之间进一步的贸易与投资关系表现出兴趣。韩国贸易投资促进署（KOTRA）在加强两国贸易关系的进程中发挥了重要作用。

## 双边访问
2003年11月5日，时任巴基斯坦总统佩尔韦兹·穆沙拉夫对首尔进行了为期三天的正式访问。2014年4月14日，时任韩国总理郑烘原对伊斯兰堡进行了为期四天的正式访问，这也是自两国建交以来韩国总理首次访问巴基斯坦。尽管巴基斯坦与朝鲜关系友好，但其与韩国的关系仍非常紧密。与朝鲜相比，巴基斯坦与韩国签订了数量更多的贸易协定与友好条约。

## 伊斯兰堡信息技术园
2017年3月21日，韩国进出口银行与巴基斯坦信息产业部签订协议，宣布向巴基斯坦第一个先进IT产业园提供100亿卢比贷款。